# Dipartimento di Juan Bautista Alberdi
Juan Bautista Alberdi è un dipartimento collocato nel sudovest della provincia argentina di Tucumán, con capitale Juan Bautista Alberdi.
Confina a nord con il dipartimento di Río Chico, a est con il dipartimento di Graneros, a sud con il dipartimento di La Cocha e a ovest con la provincia di Catamarca.
Secondo il censimento del 2001, su un territorio di 730 km², la popolazione ammontava a 28.206 abitanti.
I municipi del dipartimento sono:
- Escaba
- Juan Bautista Alberdi
- Villa Belgrano